# 218087 Kaniansky
218087 Kaniansky è un asteroide della fascia principale. Scoperto nel 2002, presenta un'orbita caratterizzata da un semiasse maggiore pari a 3,1893975 au e da un'eccentricità di 0,1885602, inclinata di 5,82773° rispetto all'eclittica.